# Walking Disaster
Walking Disaster è il secondo singolo estratto dall'album Underclass Hero della band canadese Sum 41, pubblicato il 23 luglio 2007.

## Descrizione
La canzone fu trasmessa per la prima volta alla stazione radio Buzz 103.1 FM della Florida. La canzone, scritta da Deryck Whibley, riguarda la sua infanzia e la sua adolescenza. L'introduzione riguarda i suoi genitori, e dei brutti ricordi della sua infanzia e della sua adolescenza (ad esempio le frasi: "Mom and dad both in denial", "Father's no name you deserve" e "Sorry mom, but I don't miss you").
Il brano tratta però, d'altra parte, anche del suo rapporto con la moglie Avril Lavigne, con la quale, se dovessero arrivare dei figli, vorrebbe dar loro un'infanzia migliore della sua.
Alla fine del brano Deryck dice di non vedere l'ora di vedere il sorriso della persona amata (lo si capisce dalla frase "I can't wait to see your smile").

## Video musicale
Il video è incentrato su un robottino, il quale rappresenta Deryck Whibley da ragazzino, che si è perso in una città e lo si rivedrà alla fine trovare degli altri robot in un cestino di un supermercato. Nel video si vede anche la band che suona in un negozio di giocattoli a Los Angeles.

## Tracce
1. Walking Disaster
2. No Apologies
3. Underclass Hero

## Classifiche
| Classifica (2007)         | Posizione massima |
| ------------------------- | ----------------- |
| Canada                    | 6                 |
| Stati Uniti (alternative) | 26                |